# Memari
Memari ist eine Stadt im indischen Bundesstaat Westbengalen.
Die Stadt ist Teil des Distrikts Purba Bardhaman. Memari hat den Status einer Municipality. Die Stadt ist in 16 Wards gegliedert. Sie hatte am Stichtag der Volkszählung 2011 41.451 Einwohner, von denen 20.957 Männer und 20.494 Frauen waren. Hindus bilden mit einem Anteil von ca. 75 % die Mehrheit der Bevölkerung in der Stadt. Muslime bilden mit einem Anteil von ca. 24 % eine Minderheit. Die Alphabetisierungsrate lag 2011 bei 84,8 % und damit über dem nationalen Durchschnitt.
Der Bahnhof von Memari liegt an der Hauptstrecke Haora-Bardhaman.